# سنگدل (مجموعه تلویزیونی)
سنگدل اسپانیایی: Corazón indomable‎، عنوان مجموعهٔ تلویزیونی ساخت کشور مکزیک است.

## داستان
ماریا با پدربزگ مادری خودزندگی می کند. سولیتا یک دختر کر و لال است که آنها او را وقتی که نوزاد بوده در سرراه خود یافته اند. آنها در یک کلبه کوچک در وسط طبیعت،در نزدیکی مزارع و مراتع پرورش دام زندگی می کنند.

## بازیگران
| بازیگر             | نقش     |
| ------------------ | ------- |
| آنا برندا کونترراس | ماریا   |
| گابی میادو         | سولیتا  |
| دانیل آرئناس       | اکتاویو |
| آرلت تران          |         |